# Isaias Afwerki
Isaias Afwerki (ኢሳይያስ ኣፍወርቂ. * 2. února 1946 Asmara) je prezident Eritrey.
Pochází z chudé rodiny tigrajské národnosti, měl osm sourozenců. Jeho bratrancem byl etiopský prezident Meles Zenawi. Studoval inženýrský obor na Univerzitě Addis Abeba, odkud v roce 1966 odešel a přidal se k bojovníkům za nezávislost Eritrey, která byla od roku 1952 součástí Etiopie a v roce 1962 byla zbavena autonomie. Byl odeslán do Číny na školení v metodách podzemního boje, od roku 1970 byl členem vedení Eritrejské lidově osvobozenecké fronty a na kongresu v roce 1987 byl zvolen jejím generálním tajemníkem. Po vítězství nad prosovětským etiopským režimem v roce 1991 se na základě referenda v roce 1993 stala Eritrea samostatným státem a Afwerki získal funkci prezidenta. V roce 1994 se Eritrejská lidově osvobozenecká fronta přejmenovala na Lidovou frontu za demokracii a spravedlnost, která je podle ústavy přijaté roku 1997 jedinou legální politickou stranou v zemi. Za celých dvacet pět let Isaias Afwerki neobhajoval funkci ve volbách a vládne jako diktátor. Nejdůležitější silou v zemi je armáda – v letech 1998 až 2000 probíhala eritrejsko-etiopská válka o sporné pohraniční území, kterou ukončila až dohoda mezi oběma státy v roce 2018. Míra svobody slova patří k nejnižším na světě, podle odhadů Amnesty International je drženo ve vězení bez soudu okolo deseti tisíc politických odpůrců, za Afwerkiovy vlády uprchlo ze země okolo pěti procent Eritrejců.
Je ženatý a má tři děti. Hlásí se k Eritrejské pravoslavné církvi.